# Konformes Killing-Vektorfeld
Ein konformes Killing-Vektorfeld ist ein Vektorfeld auf einer semi-riemannschen Mannigfaltigkeit, dessen Fluss winkelerhaltend ist.
Der Begriff des konformen Killing-Vektorfeldes ist eine Erweiterung des Begriffs des Killing-Vektorfeldes. Konforme Killing-Vektorfelder skalieren die Metrik um eine glatte Funktion, während Killing-Vektorfelder die Metrik nicht skalieren. Die konformen Killing-Vektoren sind die infinitesimalen Generatoren von konformen Transformationen, die Isometrien, aber auch Dilatationen und spezielle konforme Transformationen umfassen.

## Definition
Ein Vektorfeld {\displaystyle X} ist ein konformes Killing-Vektorfeld, wenn die Lie-Ableitung der Metrik {\displaystyle g} bezüglich {\displaystyle X} proportional zur Metrik ist
{\displaystyle {\mathcal {L}}_{X}g=\Omega \,g.\,.}
Dabei ist {\displaystyle \Omega } eine glatte Funktion auf der Mannigfaltigkeit und heißt konformer Killingfaktor. Im Ausdruck bezüglich des Levi-Civita-Zusammenhangs bedeutet dies
{\displaystyle g(\nabla _{Y}X,Z)+g(Y,\nabla _{Z}X)=\Omega \,g(Y,Z)}
für alle Vektoren {\displaystyle Y} und {\displaystyle Z}. In lokalen Koordinaten führt dies zur sogenannten konformen Killing-Gleichung
{\displaystyle \nabla _{i}X_{j}+\nabla _{j}X_{i}=\Omega \,g_{ij}.}
Man kann an all diesen Gleichungen erkennen, dass ein konformes Killing-Vektorfeld genau dann ein Killing-Vektorfeld ist, wenn der konforme Killingfaktor null ist.

## Bedeutung
Die von den konformen Killing-Vektorfeldern generierte konforme Gruppe ist insbesondere in der Festkörperphysik eine häufig verwendete Symmetriegruppe. Dabei wird angenommen, dass das physikalische System über viele Größenskalen gleich aussieht. Die quantenfeldtheoretische Beschreibung solcher Systeme erfolgt mittels konformer Quantenfeldtheorien. Konforme Quantenfeldtheorien in zwei Raumzeitdimensionen spielen auch in der Stringtheorie eine große Rolle.